# Mary Shelley
Mary Shelley, geboren Mary Wollstonecraft Godwin (Londen, 30 augustus 1797 – aldaar, 1 februari 1851) was een Engels schrijfster.

## Biografie
Mary Shelley was de dochter van de feministe Mary Wollstonecraft en de filosoof William Godwin. Ze is de schrijver van de beroemde gothic novel Frankenstein (The Modern Prometheus). Als jonge vrouw woonde ze literaire bijeenkomsten met contemporaine literaire grootheden bij die werden georganiseerd door haar latere echtgenoot schrijver en dichter Percy Bysshe Shelley.
Op 19-jarige leeftijd, in het jaar zonder zomer (1816), verbleven Mary, haar latere echtgenoot Percy Shelley, haar stiefzus Claire Clairmont, John William Polidori en een paar vrienden bij Lord Byron in Zwitserland. Omdat ze de hele zomer binnen moesten blijven vanwege het slechte weer begonnen ze duistere en griezelige verhalen te bedenken. Shelley schreef hier haar bekendste werk, de gothic novel Frankenstein (The Modern Prometheus). Ook de klassiekers The Vampyre (Polidori) en Darkness (Byron) kwamen uit dit verblijf voort.
Na die zomer en een periode van rusteloos rondreizen vestigden de Shelleys zich in Pisa. Op 8 juli 1822 stierven haar echtgenoot en een vriend door verdrinking toen hun boot omsloeg.
Mary Shelley stierf op 1 februari 1851 te Londen. Op haar eigen verzoek werd ze begraven in Bournemouth op de begraafplaats van de Saint Peter's Church.
In Genève werd in 2019 door de actie 100Elles* een alternatief straatnaambord ter ere van Mary Shelley in gebruik genomen.